# 240022 Demitra
240022 Demitra este un asteroid din centura principală de asteroizi.

## Descriere
240022 Demitra este un asteroid din centura principală de asteroizi. A fost descoperit pe 15 octombrie 2001 la Observatorul Palomar în cadrul programului NEAT. Asteroidul prezintă o orbită caracterizată de o semiaxă mare de 3,17 ua, o excentricitate de 0,08 și o înclinație de 10,1° în raport cu ecliptica.